# Liste der Ministerpräsidenten der Volksrepublik China
Dies ist eine Liste der Ministerpräsidenten der Volksrepublik China seit der Gründung der Volksrepublik.
| #                                                 | Bild        | Name        | Amtsantritt        | Amtsaustritt       | Partei |
| ------------------------------------------------- | ----------- | ----------- | ------------------ | ------------------ | ------ |
| 1                                                 | Zhou Enlai  | Zhou Enlai  | 1. Oktober 1949    | 8. Januar 1976 (†) | KPCh   |
| Amt vakant vom 8. Januar 1976 bis 4. Februar 1976 |             |             |                    |                    |        |
| 2                                                 | Hua Guofeng | Hua Guofeng | 4. Februar 1976    | 10. September 1980 | KPCh   |
| 3                                                 | Zhao Ziyang | Zhao Ziyang | 10. September 1980 | 24. November 1987  | KPCh   |
| 4                                                 | Li Peng     | Li Peng     | 24. November 1987  | 17. März 1998      | KPCh   |
| 5                                                 | Zhu Rongji  | Zhu Rongji  | 17. März 1998      | 16. März 2003      | KPCh   |
| 6                                                 | Wen Jiabao  | Wen Jiabao  | 16. März 2003      | 15. März 2013      | KPCh   |
| 7                                                 | Li Keqiang  | Li Keqiang  | 15. März 2013      | 11. März 2023      | KPCh   |
| 8                                                 | Li Qiang    | Li Qiang    | 11. März 2023      | amtierend          | KPCh   |